# ينفوخ نهري
ينفوخ نهري (الاسم العلمي: Tetraodon fluviatilis) هي نوع من الأسماك يتبع جنس الينفوخ من الفصيلة الينفوخية.